# Jean-Claude Van Damme-filmográfia

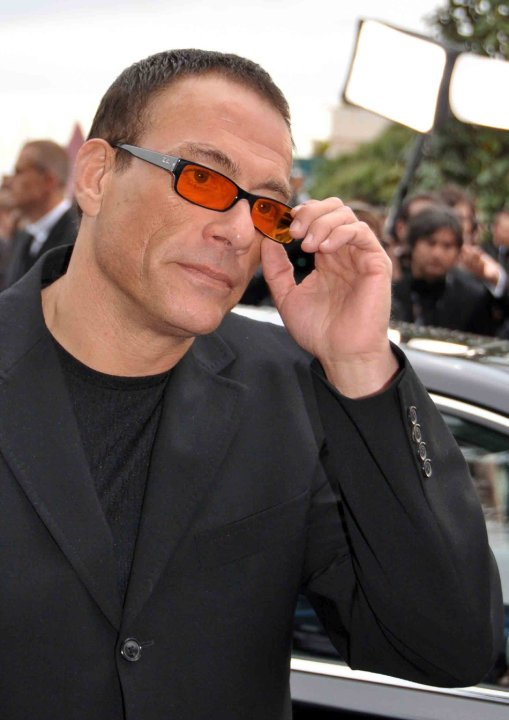
Van Damme a 2010-es Cannes-i fesztiválon

Jean-Claude Van Damme belga származású harcművész, illetve színész, rendező, forgatókönyvíró és filmproducer. Legismertebb filmes alakításait harcművészeti- és akciófilmekben nyújtotta. 
Színészi pályafutását statisztaként kezdte, majd az 1986-os Karate tigris 1. – Nincs irgalom című filmben debütált, mint negatív főszereplő. Az 1980-as évek végén és az 1990-es évek elején a színész számos akciófilmben szerepelt. A nagy áttörést az 1988-as Véres játék és az 1989-es Kickboxer – Vérbosszú Bangkokban című harcművészeti film hozta meg számára. Az 1990-es és 2000-es években több filmben is feltűnt dupla szerepben: Dupla dinamit (1991), Mindhalálig (1997), A rend őrzője (2001), Replikáns (2001). 1992-ben vállalta el a Tökéletes katona című sci-fi-akciófilm főszerepét, amely bevételi szempontból nagy sikert ért el és a későbbiekben több folytatása született. Rendezőként 1996-ban debütált első rendezésével, A kalandor című történelmi kalandfilmmel.
Az 1994-ben bemutatott Street Fighter – Harc a végsőkig után a színész pályafutása hanyatlásnak indult, filmjei nem váltották be a jegyeladási reményeket. A Tökéletes katona – A visszatérés (1999) után a színész kilenc évig nem került filmvászonra, filmjei csupán DVD-n jelentek meg. 2008-ban a részben önéletrajzi ihletésű JCVD – A Van Damme menet című, mozikban is vetített film jelentette számára az újabb kritikai elismertséget. 2009-ben Van Damme a Tökéletes katona 3. – Egy új kezdet című filmben alakította a főszerepet. 2012-ben a színész The Expendables – A feláldozhatók 2. című filmben játszotta a negatív főszereplőt. Ugyanebben az évben a Tökéletes katona-sorozat újabb részében, a Tökéletes katona: A leszámolás napjában is szerepelt.
A Kickboxer-filmek rebootjában mellékszerepben Durand mestert alakítja: elsőként a 2016-os Kickboxer: A bosszú ereje, majd a 2018-as Kickboxer: Megtorlás című filmekben. 2021-ben Az utolsó titkos ügynök című Netflix-es akció-filmvígjátékban Richard Brumére ügynököt játszotta.
Leggyakoribb magyar szinkronhangjai Mihályi Győző, Jakab Csaba és Haás Vander Péter voltak.

## Filmográfia

### Film

#### Rendező, író és producer
| Év   | Magyar cím                       | Eredeti cím                   | Feladatkör | Feladatkör | Feladatkör | Megjegyzések                              |
| Év   | Magyar cím                       | Eredeti cím                   | Producer   | Író        | Egyéb      | Megjegyzések                              |
| ---- | -------------------------------- | ----------------------------- | ---------- | ---------- | ---------- | ----------------------------------------- |
| 1988 | Véres játék                      | Bloodsport                    | Nem        | Nem        | Igen       | vágó                                      |
| 1989 | Cyborg – A robotnő               | Cyborg                        | Nem        | Nem        | Igen       | vágó                                      |
| 1989 | Kickboxer – Vérbosszú Bangkokban | Kickboxer                     | Nem        | Igen       | Igen       | harci jelenetek koreográfusa és rendezője |
| 1990 | Oroszlánszív                     | Lionheart                     | Nem        | Igen       | Igen       | harci jelenetek koreográfusa              |
| 1991 | Dupla dinamit                    | Double Impact                 | Igen       | Igen       | Igen       | harci jelenetek koreográfusa              |
| 1996 | A kalandor                       | The Quest                     | Nem        | Igen       | Igen       | filmrendező                               |
| 1998 | A légiós                         | Legionnaire                   | Igen       | Igen       | Nem        |                                           |
| 1999 | Tökéletes katona – A visszatérés | Universal Soldier: The Return | Igen       | Nem        | Nem        |                                           |
| 1999 | Inferno – A bűnös város          | Inferno                       | Igen       | Nem        | Nem        |                                           |
| 2001 | A rend őrzője                    | The Order                     | Nem        | Igen       | Nem        |                                           |
| 2008 | JCVD – A Van Damme menet         | The Shepherd: Border Patrol   | Vezető     | Nem        | Nem        |                                           |
| 2011 | Gyilkos játékok                  | Assassination Games           | Vezető     | Nem        | Nem        |                                           |
| 2012 | Hat töltény ára                  | Six Bullets                   | Vezető     | Nem        | Nem        |                                           |
| 2015 | Halálos meló                     | Pound of Flesh                | Vezető     | Nem        | Nem        |                                           |
| 2016 | Kickboxer: A bosszú ereje        | Kickboxer: Vengeance          | Nem        | Igen       | Nem        |                                           |
| 2018 | Kickboxer: Megtorlás             | Kickboxer: Retaliation        | Nem        | Igen       | Nem        |                                           |
| 2018 | A sötét tengeren                 | Black Water                   | Vezető     | Nem        | Nem        |                                           |

#### Színész
‡ — Van Damme két különböző szereplőt alakít a filmben
| Év   | Magyar cím                           | Eredeti cím                         | Szerep                                     | Magyar hang            | Rendező                  |
| ---- | ------------------------------------ | ----------------------------------- | ------------------------------------------ | ---------------------- | ------------------------ |
| 1979 | A Nő szürkületben                    | Woman Between Wolf and Dog          | mozilátogató / férfi a kertben             | nem szólal meg         | André Delvaux            |
| 1984 | Monaco mindörökké                    | Monaco Forever                      | meleg karatés                              | nem szólal meg         | William A. Levey         |
| 1984 |                                      | Breakin’                            | táncos a háttérben                         | nem szólal meg         | Joel Silberg             |
| 1985 | Karate tigris 1. – Nincs irgalom     | No Retreat, No Surrender            | Ivan Krushensky                            | Faragó József          | Corey Yuen               |
| 1988 | Fekete sas                           | Black Eagle                         | Andrei                                     | Zubornyák Zoltán       | Eric Karson              |
| 1988 | Fekete sas                           | Black Eagle                         | Andrei                                     | Rékasi Károly          | Eric Karson              |
| 1988 | Véres játék                          | Bloodsport                          | Frank Dux                                  | Rátóti Zoltán          | Newt Arnold              |
| 1988 | Véres játék                          | Bloodsport                          | Frank Dux                                  | Szabó Sipos Barnabás   | Newt Arnold              |
| 1989 | Cyborg – A robotnő                   | Cyborg                              | Gibson Rickenbacker                        | Sztarenki Pál          | Albert Pyun              |
| 1989 | Cyborg – A robotnő                   | Cyborg                              | Gibson Rickenbacker                        | Vass Gábor             | Albert Pyun              |
| 1989 | Kickboxer – Vérbosszú Bangkokban     | Kickboxer                           | Kurt Sloane                                | Lux Ádám               | Mark di Salle            |
| 1989 | Kickboxer – Vérbosszú Bangkokban     | Kickboxer                           | Kurt Sloane                                | Selmeczi Roland        | David Worth              |
| 1989 | Kickboxer – Vérbosszú Bangkokban     | Kickboxer                           | Kurt Sloane                                | Stohl András           | David Worth              |
| 1990 | Oroszlánszív                         | Lionheart                           | Lyon Gaultier                              | Gáti Oszkár            | Sheldon Lettich (1.)     |
| 1990 | Börtöncsapda                         | Death Warrant                       | Louis Burke                                | Sinkovits-Vitay András | Deran Sarafian           |
| 1991 | Dupla dinamit                        | Double Impact                       | Alex Wagner ‡                              | Gáti Oszkár            | Sheldon Lettich (2.)     |
| 1991 | Dupla dinamit                        | Double Impact                       | Alex Wagner ‡                              | Selmeczi Roland        | Sheldon Lettich (2.)     |
| 1991 | Dupla dinamit                        | Double Impact                       | Chad Wagner ‡                              | Józsa Imre             | Sheldon Lettich (2.)     |
| 1991 | Dupla dinamit                        | Double Impact                       | Chad Wagner ‡                              | Selmeczi Roland        | Sheldon Lettich (2.)     |
| 1992 | Tökéletes katona                     | Universal Soldier                   | Luc Deveraux / GR44                        | Sinkovits-Vitay András | Roland Emmerich          |
| 1993 | Hiába futsz                          | Nowhere to Run                      | Sam Gillen                                 | Jakab Csaba            | Robert Harmon            |
| 1993 | Az utolsó akcióhős                   | Last Action Hero                    | önmaga (cameo)                             | Jakab Csaba            | John McTiernan           |
| 1993 | Tökéletes célpont                    | Hard Target                         | Chance Boudreaux                           | Mihályi Győző          | John Woo                 |
| 1993 | Tökéletes célpont                    | Hard Target                         | Chance Boudreaux                           | Fenyő Iván             | John Woo                 |
| 1994 | Időzsaru                             | Timecop                             | Max Walker                                 | Mihályi Győző          | Peter Hyams (1.)         |
| 1994 | Street Fighter – Harc a végsőkig     | Street Fighter                      | William F. Guile ezredes                   | Haás Vander Péter      | Steven E. de Souza       |
| 1995 | Hirtelen halál                       | Sudden Death                        | Darren McCord                              | Mihályi Győző          | Peter Hyams (2.)         |
| 1996 | A kalandor                           | The Quest                           | Christopher Dubois                         | Mihályi Győző          | Jean-Claude Van Damme    |
| 1996 | Mindhalálig                          | Sudden Death                        | Alain Moreau / Mikhail Suverov ‡           | Haás Vander Péter      | Ringo Lam (1.)           |
| 1997 | Nyerő páros                          | Double Team                         | Jack Quinn                                 | Galambos Péter         | Tsui Hark (1.)           |
| 1998 | Rajtaütés                            | Knock Off                           | Marcus Ray                                 | Rékasi Károly          | Tsui Hark (2.)           |
| 1998 | A légiós                             | Legionnaire                         | Alain Lefévre                              | Mihályi Győző          | Peter MacDonald          |
| 1999 | Tökéletes katona – A visszatérés     | Universal Soldier: The Return       | Luc Deveraux                               | Jakab Csaba            | Mic Rodgers              |
| 1999 | Inferno – A bűnös város              | Inferno                             | Eddie Lomax                                | Haás Vander Péter      | John G. Avildsen         |
| 2001 | A rend őrzője                        | The Order                           | Rudy Cafmeyer / Charles Le Vaillant ‡      | Mihályi Győző          | Sheldon Lettich (3.)     |
| 2001 | Replikáns                            | Replicant                           | Edward Garrotte (Luc Savard) / Replikáns ‡ | Gáti Oszkár            | Ringo Lam (2.)           |
| 2002 | Vakvágányon                          | Derailed                            | Jacques Kristoff                           | Szabó Sipos Barnabás   | Bob Misiorowski          |
| 2003 | Maga a pokol                         | In Hell                             | Kyle LeBlanc                               | Mihályi Győző          | Ringo Lam (3.)           |
| 2004 | A halál nyomában                     | Wake of Death                       | Ben Archer                                 | Rosta Sándor           | Philippe Martínez        |
| 2004 | Narco – Belevaló bealvós             | Narco                               | önmaga                                     | Mihályi Győző          | Tristan Aurouet          |
| 2004 | Narco – Belevaló bealvós             | Narco                               | önmaga                                     | Mihályi Győző          | Gilles Lellouche         |
| 2005 | Utcai igazság                        | Second in Command                   | Sam Keenan parancsnok                      | Rékasi Károly          | Simon Fellows (1.)       |
| 2006 | Tökéletes védelem                    | The Hard Corps                      | Phillip Sauvage                            | Jakab Csaba            | Sheldon Lettich (4.)     |
| 2006 |                                      | The Exam                            | Charles                                    |                        | Ömer Faruk Sorak         |
| 2006 | Bosszú mindhalálig                   | Until Death                         | Anthony Stowe                              | Haás Vander Péter      | Simon Fellows (2.)       |
| 2007 | A törvény erejével                   | The Shepherd: Border Patrol         | Jack Robideaux                             | Jakab Csaba            | Isaac Florentine         |
| 2008 | JCVD – A Van Damme menet             | The Shepherd: Border Patrol         | önmaga                                     | Mihályi Győző          | Mabrouk el Mechri        |
| 2009 | Tökéletes katona 3. – Egy új kezdet  | Universal Soldier: Regeneration     | Luc Deveraux                               | Jakab Csaba            | John Hyams (1.)          |
| 2011 | Kung Fu Panda 2.                     | Kung Fu Panda 2                     | Krokodil mester (hangja)                   | Barabás Kiss Zoltán    | Jennifer Yuh Nelson (1.) |
| 2011 | Gyilkos játékok                      | Assassination Games                 | Vincent Brazil                             | Vass Gábor             | Ernie Barbarash (1.)     |
| 2011 |                                      | Beur sur la ville                   | Merot ezredes (cameo)                      |                        | Djamel Bensalah          |
| 2011 | Rzhevskiy Napóleon ellen             | Rzhevskiy vs. Napoleon              | önmaga (cameo)                             |                        | Maryus Vaysberg          |
| 2011 | A sárkány szeme                      | Dragon Eyes                         | Jean-Luis Tiano                            | Mihályi Győző          | John Hyams (2.)          |
| 2012 | The Expendables – A feláldozhatók 2. | The Expendables 2                   | Jean Vilain                                | Mihályi Győző          | Sylvester Stallone       |
| 2012 | Tökéletes katona: A leszámolás napja | Universal Soldier: Day of Reckoning | Luc Deveraux                               | Jakab Csaba            | John Hyams (3.)          |
| 2012 | Hat töltény ára                      | Six Bullets                         | Samson Gaul                                | Jakab Csaba            | Ernie Barbarash (2.)     |
| 2012 | U.F.O. – Idegenek közöttünk          | Alien Uprising                      | George                                     | Mihályi Győző          | Dominic Burns            |
| 2013 | Dzsungeltúra lúzereknek              | Welcome to the Jungle               | Storm Rotchild                             | Jakab Csaba            | Rob Meltzer              |
| 2013 | Közeli ellenség                      | Enemies Closer                      | Xander                                     | Jakab Csaba            | Peter Hyams (3.)         |
| 2013 | Fulladás                             | Swelter                             | William Stillman                           | Mihályi Győző          | Keith Parmer             |
| 2015 | Halálos meló                         | Pound of Flesh                      | Deacon Lyle                                | Mihályi Győző          | Ernie Barbarash (3.)     |
| 2015 |                                      | Jian Bing Man                       | önmaga (cameo)                             |                        | Da Peng                  |
| 2016 | Kung Fu Panda 3.                     | Kung Fu Panda 3                     | Krokodil mester (hangja)                   | Barabás Kiss Zoltán    | Jennifer Yuh Nelson (2.) |
| 2016 | Kung Fu Panda 3.                     | Kung Fu Panda 3                     | Krokodil mester (hangja)                   | Barabás Kiss Zoltán    | Alessandro Carloni       |
| 2016 | Kickboxer: A bosszú ereje            | Kickboxer: Vengeance                | Durand mester                              | Mihályi Győző          | John Stockwell (1.)      |
| 2017 | Soha ne felejts!                     | Kill 'Em All                        | Phillip                                    | Jakab Csaba            | Peter Malota             |
| 2018 | Kickboxer: Megtorlás                 | Kickboxer: Retaliation              | Durand mester                              | Mihályi Győző          | John Stockwell (2.)      |
| 2018 | A sötét tengeren                     | Black Water                         | Scott Wheeler                              | Mihályi Győző          | Pasha Patriki            |
| 2018 | A kidobó                             | The Bouncer                         | Lukas                                      | Jakab Csaba            | Julien Leclercq          |
| 2019 | A túlélés ára                        | We Die Young                        | Daniel                                     | Mihályi Győző          | Lior Geller              |
| 2021 | Az utolsó titkos ügynök              | The Last Mercenary                  | Richard Brumére / Köd                      | Jakab Csaba            | David Charhon (1.)       |
| 2022 | Minyonok: Gru színre lép             | Minions: The Rise of Gru            | Jean-Gusta (hangja)                        | Jakab Csaba            | Kyle Balda               |
| 2024 | Elnyel a sötétség                    | Darkness of Man                     | Russell Hatch                              | Mészáros András        | James Cullen Bressack    |
| 2024 |                                      | Kill 'Em All 2                      | Philip                                     |                        | Valeri Milev             |
| 2025 | Több, mint kertész                   | The Gardener                        | Leo                                        | Kőszegi Ákos           | David Charhon (2.)       |

### Televízió

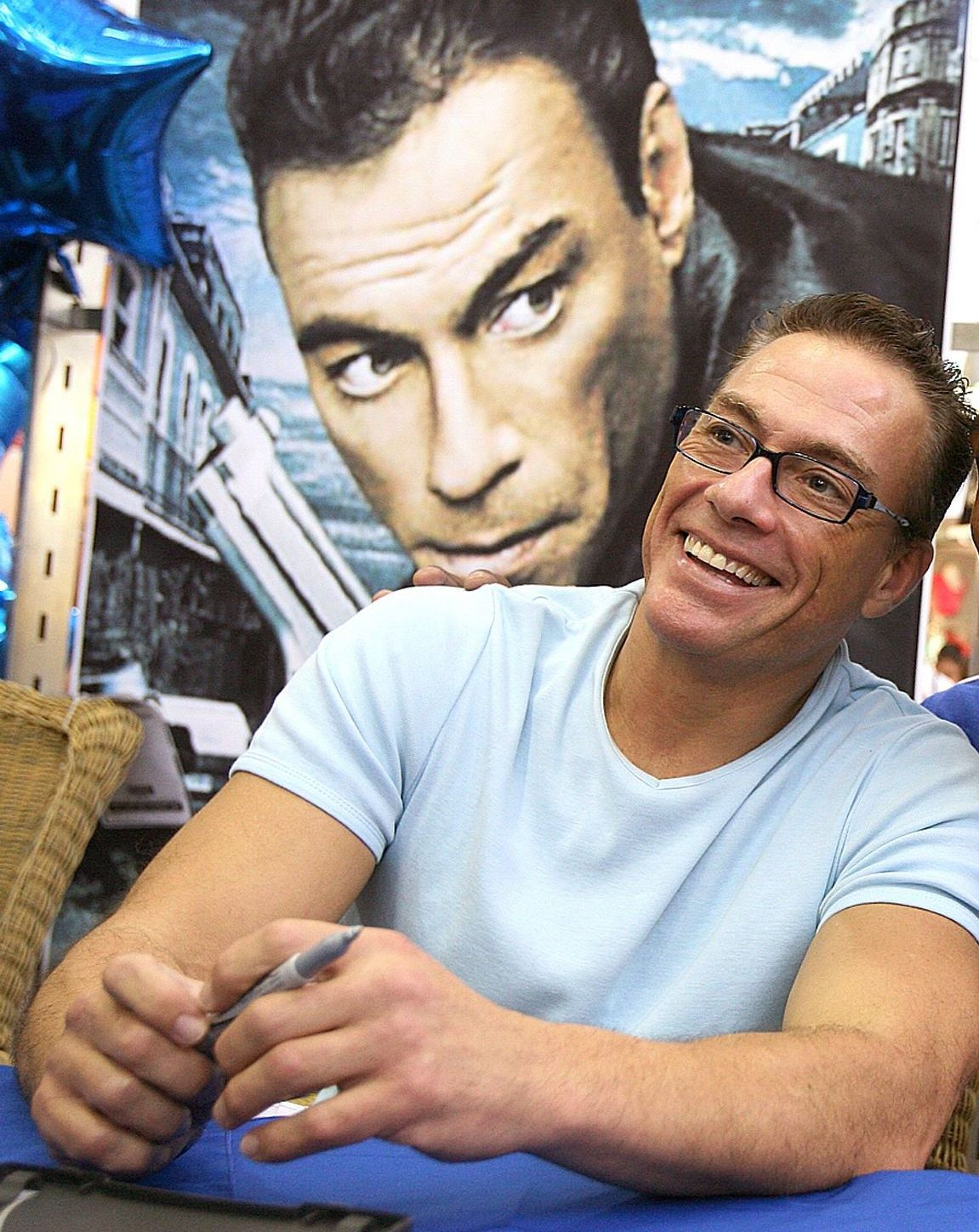
2007-ben

| Év        | Magyar cím  | Eredeti cím                                | Szerep                                        | Megjegyzések |
| --------- | ----------- | ------------------------------------------ | --------------------------------------------- | ------------ |
| 1996      | Jóbarátok   | Friends                                    | önmaga                                        | 1 epizód     |
| 2004      | Las Vegas   | Las Vegas                                  | önmaga                                        | 1 epizód     |
| 2009      | Robotcsirke | Robot Chicken                              | önmaga / Drakula gróf / Rhett Butler (hangja) | 1 epizód     |
| 2011      |             | Jean-Claude Van Damme: Behind Closed Doors | önmaga                                        | 8 epizód     |
| 2011      |             | Les Anges Gardiens                         | önmaga                                        | 20 epizód    |
| 2016–2017 |             | Jean-Claude Van Johnson                    | önmaga / Filip                                | 6 epizód     |

### Videóklipek
| Év   | Előadó                                    | Dal                       |
| ---- | ----------------------------------------- | ------------------------- |
| 1992 | Body Count                                | Body Count's In The House |
| 1994 | The Smithereens                           | Time Won't Let Me         |
| 1994 | MC Hammer feat. Deion Sanders             | Straight To My Feet       |
| 1995 | Chage and Aska                            | Something There           |
| 1999 | Megadeth                                  | Crush 'Em                 |
| 2003 | Bob Sinclar                               | Kiss My Eyes              |
| 2008 | Iryna Bilyk és Olga Gorbacheva            | Ya Lyublyu Ego            |
| 2015 | Dimitri Vegas & Like Mike vs. Ummet Ozcan | The Hum                   |
| 2020 | AaRON                                     | Ultrarêve                 |

## Díjak és jelölések
| Év   | Film                     | Díj                  | Kategória                                                 | Eredmény |
| ---- | ------------------------ | -------------------- | --------------------------------------------------------- | -------- |
| 1988 | Véres játék              | Arany Málna díj      | legrosszabb új sztár                                      | Jelölve  |
| 1992 | Dupla dinamit            | MTV Movie Awards     | legkívánatosabb színész                                   | Jelölve  |
| 1993 | Hiába futsz              | MTV Movie Awards     | legkívánatosabb színész                                   | Jelölve  |
| 1994 | Tökéletes célpont        | MTV Movie Awards     | legkívánatosabb színész                                   | Jelölve  |
| 1998 | Nyerő páros              | Arany Málna díj      | - legrosszabb filmes páros - (Dennis Rodmannel megosztva) | Elnyerte |
| 2001 | Replikáns                | DVD Exclusive Awards | legjobb színész                                           | Jelölve  |
| 2008 | JCVD – A Van Damme menet | Ezüst Leopárd        | legjobb színész                                           | Jelölve  |
| 2008 | JCVD – A Van Damme menet | Chlotrudis Award     | legjobb színész                                           | Jelölve  |
| 2008 | JCVD – A Van Damme menet | TFCA Award           | legjobb színész                                           | Jelölve  |